# Big Hero 6 (cómic)
Big Hero 6 es un grupo de personajes de Marvel Comics que apareció por primera vez en 1998. Una nueva miniserie de cinco números se publicó en septiembre de 2008.
Walt Disney Animation Studios realizó una versión cinematográfica en noviembre de 2014. En 2017, se estrenó una serie de televisión basada en la película.

## Creación y trayectoria editorial
Fue creado por Steven T. Seagle y Duncan Rouleau. Su primera aparición estaba prevista para la serie Alpha Flight (volumen 2, número 17) en diciembre de 1998, pero debido a un error de planificación, su propia miniserie desarrollada por Scott Lobdell y Gus Vasquez apareció primero, en septiembre de 1998.
En septiembre de 2008 Marvel publicó una nueva serie limitada de cinco números.

## Biografía ficticia del grupo
Cuando el gobierno japonés quería un equipo de superhéroes a su disposición, se formó un consorcio de alto mando conformado por políticos y entidades empresariales conocido como Giri siendo su principal función reclutar y entrenar a potenciales agentes sobrehumanos para formar el equipo Big Hero 6. A pesar de las reservas por algunos miembros del Giri, Samurái de Plata, un ronin freelance y exguardaespaldas de la terrorista Viper, fue nombrado comandante de campo. La agente Secreta Honey Lemon, inventora de nanotecnología basada en la energía Purse con la cual podía acceder a cualquier objeto, estuvo de acuerdo en unirse al equipo. La mutante conocida como GoGo Tomago, capaz de transformar su cuerpo en una fuerza violenta de explosión pronunciando su nombre en clave, fue puesto en libertad con la condición de que forme parte del equipo. El burócrata conocido solo como Mr. Oshima fue designado como portavoz del Giri y coordinador de las actividades del equipo.
Los científicos del gobierno identificaron a un niño genio de 13 años de edad, Hiro Takachiho. Sin dejarse impresionar por el Samurái de Plata, Hiro declina unirse al equipo cambiando de opinión cuando su madre es secuestrada por Everwraith, la encarnación astral de todas las víctimas en los ataques nucleares en 1945 Hiroshima y Nagasaki. Acompañado por Baymax, un guardaespaldas sintético capaz de transformarse en un dragón, Hiro difícilmente acepta unirse al equipo para evitar que Everwraith cometa la matanza de millones personas en el centro de Tokio. Durante la batalla, Big Hero 6 es acompañado por Sunfire, un superhéroe premier de Japón y un mutante con la habilidad de usar energía en forma de plasma, llevando un papel decisivo en la derrota de Everwraith.
Poco después, Big Hero 6 traslada sus oficinas centrales del edificio de oficinas Giri al Cool World Amusement Park de Japón. Aquí son atacados por X lo Incognoscible, un monstruo nacido de los dibujos de un niño que es capaz de transformar su estructura atómica en cualquier forma y forma. Con la ayuda del equipo de superhéroes canadienses, Alpha Flight, Big Hero 6 destruye X lo Incognoscible en los fuegos del Monte Fuji. Luego, Big Hero 6 continúa protegiendo a Japón de diversas amenazas, como una ventisca anormal causada por Crimson Cowl y sus Maestros del Mal.
Con el tiempo, Sunfire deja Big Hero 6 para que pueda trabajar a la oficina de X-Corporación de Charles Xavier en Mumbai, India. Su lugar en el equipo lo llena Sunpyre, una mujer joven con poderes similares basados en la energía solar que se ve atraída por esta realidad a través del Power Purse y, por lo tanto, llega a idolatrar a Honey Lemon. Del mismo modo, después de que Silver Samurai aparentemente muere en un altercado con la asesina Elektra en Irak, su puesto en el equipo está ocupado por el enigmático Samurái de Ebon. Con los dos miembros más experimentados de Big Hero 6 desaparecidos, Hiro se convierte en el nuevo líder del equipo.
En algún momento durante la operación del equipo, son atacados por los secuaces de Yandroth. Como parte de un plan para ganar poder a través de batallas de superhéroes, Yandroth envía un equipo de "Borradores Vivos" a su edificio. Los Borradores Vivos son capaces de transportar seres fuera de la realidad. Toda la batalla tiene lugar fuera del panel y solo se menciona junto con ataques a otros equipos de superhéroes.
Más tarde, los miembros de Big Hero 6 son víctimas de un dispositivo de control mental implantado dentro de Baymax. Viajando a Canadá, los superhéroes controlados por la mente atacan una nueva encarnación de Alpha Flight en un parque nacional. Después de una breve batalla, el dispositivo de control mental se cortocircuita y los dos equipos se separan como amigos. Big Hero 6 regresa a Japón para buscar a las partes responsables de su control mental.
Durante la historia de "Hasta el fin del mundo", Spider-Man recurre a Big Hero 6 para ayudarlo a derrotar al Doctor Octopus. El equipo, que ahora opera desde el Instituto Giri, se enfrenta a los Octobots del Doctor Octopus, que él había enviado a Japón. Posteriormente se enfrentan a su enemigo anterior, el Everwraith, y salen victoriosos.

## Miembros

### Samurái de Plata
Samurái de Plata (Kenuichio Harada), el hijo ilegítimo de Shingen Yashida, es un mutante japonés con el poder de cargar casi cualquier cosa, sobre todo su katana, con energía mutante (descrita como un campo de taquiones). Esto le permite cortar a través de cualquier sustancia conocida excepto adamantium. Viste un traje de armadura samurái tradicional hecha de un metal plateado, de ahí el nombre "Samurai de plata".
Una vez fue el guardaespaldas del terrorista internacional conocido como Viper, y más tarde un mercenario ocasional, pero se convirtió en el jefe del Clan Yashida después de la muerte de su media hermana Mariko Yashida. Intentó pagar las deudas de su clan con los Yakuza y restaurar su honor. A pesar de que fue una vez uno de sus mayores enemigos de Wolverine, impresionó Wolverine tan grandemente que Wolverine le confió el cuidado de su hija adoptiva, Amiko Kobayashi. El Samurai también ayudó a Wolverine a destruir al monstruo conocido como "Doombringer", y luego ayudó a Logan a rescatar a Amiko y Yukio de sus secuestradores. Durante su tiempo como héroe, el Samurai Plateado se convirtió en el líder del Big Hero 6.
Samurái de Plata más tarde se convirtió en el guardaespaldas del primer ministro japonés, pero fue asesinado mientras defendía a su familia de un ataque ninja.

### Sunfire
Sunfire (Shiro Yoshida) fue un miembro de los X-Men y ex nacionalista que cambió su punto de vista después de la muerte de su padre. Poseyendo la capacidad de volar y generar explosiones de plasma supercalentado, Shiro se convirtió en uno de los héroes más prominentes de Japón. Pronto abandonó Big Hero 6 para convertirse en miembro de Corporación-X, pero fue deshonrado después de que se revelaran sus vínculos con Mystique y Hermandad de Mutantes. Sunfire ha aparecido desde entonces como miembro de los Merodeadores y de Uncanny Avengers.

### GoGo Tomago
GoGo Tomago (Leiko Tanaka) es conocida como la cabeza caliente de Big Hero 6. GoGo transforma su cuerpo en una bola explosiva de energía, que se puede proyectar a grandes velocidades.

### Honey Lemon
Poco se sabe del pasado de Honey Lemon o cómo obtuvo el bolso que le da sus "superpoderes".

### Hiro Takachiho
Hiro Takachiho es el brillante niño de trece años que creó a Baymax; después de la partida del Samurái de Plata y Sunfire, se convierte en el líder de Big Hero 6.

### Baymax
Baymax comenzó su existencia como un proyecto de ciencia creado por Hiro. Originalmente fue diseñado para ser un sintetizador robótico de energía hidráulica, programado para servir como guardaespaldas personal, mayordomo y chofer de Hiro. Sin embargo, antes de la finalización del proyecto, el padre de Hiro murió y el joven inventor programó la inteligencia artificial de Baymax utilizando los engramas cerebrales de su padre recién fallecido. Con los pensamientos y las emociones del padre de Hiro, Baymax se convirtió en mucho más que un guardaespaldas robótico. También funciona como el mejor amigo y figura paterna de Hiro y está a su lado casi cada hora de cada día. Baymax también siente un profundo apego por la madre de Hiro; Sin embargo, Hiro y Baymax decidieron que no era lo mejor para ellos informarle que los recuerdos de su marido difunto se usaron como la base de Baymax.

### Samurái de Ebon
En su vida anterior, el Samurái de Ebon (Kiochi Keishicho) era un oficial de policía de Tokio que fue asesinado por Samurái de Plata durante un ataque de HYDRA. Después de hacer un trato con Amatsu-Mikaboshi, a Kiochi se le permitió regresar a la Tierra y exigir venganza sobre el Samurai de Plata. Blandiendo una katana demoníaca y unida permanentemente a una variante negra de la armadura de su enemigo, Kiochi renació como el Samurai de Ebon. Al enterarse de que Samurai de Plata se había convertido en el guardaespaldas del primer ministro japonés, Kiochi abandonó su búsqueda de venganza, al darse cuenta de que asesinar a Harada constituiría una traición a su país. Se convierte en parte del equipo, pero luego los deja para acompañar a Sunpyre cuando regresa al Microverso.

### Sunpyre
Sunpyre es una versión de realidad alternativa de la hermana fallecida de Leyu, Lumina es la princesa heredera de Coronar, un planeta escondido en lo profundo del Microverse. Como resultado de ser sacado del Microverse a través del bolso de Honey Lemon, Sunpyre la adora como una diosa y se une al equipo de Big Hero 6 por gratitud. Ella y el Samurai de Ebon más tarde abandonaron el equipo para regresar al Microverse para expulsar a los villanos que se habían apoderado de Coronar durante su ausencia.

### Wasabi-No-Ginger
Wasabi-No-Ginger es un chef entrenado que usa varias espadas para luchar. También puede darle forma a su Qi-Energy, usualmente materializándola como cuchillos arrojadizos que pueden paralizar a los oponentes.

### Fred
Apodado Fredzilla, puede transformarse en un Kaiju parecido a Godzilla y manifestar un aura de dinosaurio.

## En otros medios

### Franquicia de Disney

#### Película
En 2014 se estrenó Big Hero 6, adaptación cinematográfica realizada por Walt Disney Animation Studios, la cual retiene algunos de los temas centrales y conceptos de personajes de los cómics, pero realiza cambios sustanciales y construye una nueva historia a su alrededor. Por ejemplo, la versión de la película de Baymax es un robot amigable diseñado originalmente para brindar atención médica, mientras que en los cómics es un guardaespaldas.

#### Televisión
En marzo de 2016, Disney anunció que se estaba desarrollando una serie de televisión, Big Hero 6: The Series, que se estrenaría en Disney XD en 2017. La serie tiene lugar inmediatamente después de los eventos de la película, y está creada por Mark McCorkle y Bob Schooley, creadores de Kim Possible y productor ejecutivo de McCorkle, Schooley y Nick Filippi.

#### Videojuegos
La versión de Disney de Big Hero 6 hizo su primera aparición en la serie de Kingdom Hearts en Kingdom Hearts III, esencialmente siendo ellos los primeros personajes basados en personajes de Marvel Comics en aparecer en la serie de videojuegos.